# João Peste
João Peste, de nome completo João Luís Peste Santos Guerreiro (Campo de Ourique, Lisboa - 9 de Setembro de 1962), é um músico português, mentor e vocalista dos Pop Dell'Arte.

## Vida pessoal
Nasceu em Lisboa, Campo-de-Ourique, no dia 9 de Setembro de 1962, filho do matemático João Cosme dos Santos Guerreiro e de Maria Luisa Alvito Monteiro Peste. 
Frequentou o Liceu Pedro Nunes em Lisboa onde foi colega de nomes como Rui Zink, Nuno Artur Silva e Joaquim Luíz Gomes.  Entrou para o ISCTE em 1980, onde concluiu em 1985 a licenciatura em Sociologia.  Nesse mesmo ano forma a banda Pop Dell'Arte que vence o prémio de originalidade do 2º Concurso de Música Moderna do Rock Rendez-Vous. 
Em 1986 cria a editora Ama Romanta, juntamente com Maria João Serra, editora que a 28 de Maio desse ano lança o álbum Divergências que, além de uma entrevista, feita e musicada por João Peste, ao sociólogo Paquete de Oliveira, conta com a participação de nomes como Pop Dell'Arte, Mler Ife Dada, Essa Entente, Anamar, Croix Sainte, Grito Final, A Jovem Guarda, SPQR, Extrema-Unção, Linha Geral e Os Cães a Morte & O Desejo, entre outros. 

## Pop Dell'Arte

### Free Pop
A discografia de João Peste com os Pop Dell'Arte remonta a fevereiro de 1987 aquando da edição pela Ama Romanta do máxi-single Querelle. Ainda em 1987, são lançados, pela Ama Romanta, o single Sonhos Pop (em Novembro de 1986) e o álbum Free Pop (em Dezembro de 1987) com capas da autoria de Nuno Leonel e de João Peste com grafismo de Rafael Toral, respetivamente. Free Pop aparece em várias listas dos melhores álbuns portugueses de sempre - Blitz, Público, Diário de Notícias, FNAC e Câmara Clara da RTP-2. O jornal inglês Sounds deu mesmo 4,5 pontos (em 5 possíveis) a Free Pop num artigo escrito pelo famoso músico e jornalista John Robb em 1988, enquanto Ricardo Saló escreveu no Expresso, em Junho de 2011, que talvez seja o melhor álbum português dos anos 80.
Os discos Free Pop e Sonhos Pop foram apresentados ao vivo na Aula Magna em Lisboa, num concerto histórico, organizado pela R.U.T. - Rádio Universidade Tejo e a Ama Romanta em Janeiro de 1988. As críticas ao disco dividiram-se entre acusações de fraude no Se7e e elogios de genialidade no semanário Expresso, (João Lisboa). A polémica foi tão grande que a TSF chegou a fazer um programa sobre a polémica dos Pop dell'Arte, que passou em várias rádios europeias.

### Illogik Plastik
Em 1989, os Pop dell'Arte lançam um disco novo Illogik Plastik, com capa de João Peste, Nuno Leonel, Rafael Toral, Zé Pedro Moura e Sapo. A 13 de Maio do mesmo ano, actuam no Rock Rendez-Vous com os alemães Sprung Aus Den Wolken noutro concerto que viria a ser considerado histórico. 

### Ready-Made
O 2º álbum de originais dos Pop Dell'Arte, Ready-Made, (editado pela Ama Romanta em colaboração com A Variodisc), surge em 1993, um ano após a edição do Máxi-single 2002. Além de Peste, a banda conta com nomes como Luís San Payo, Pedro Alvim, Rafael Toral e João paulo Feliciano e com as participaçõers de convidados especiais como Salomé, General D. e Sei Miguel.

### Sex Symbol
Sex Symbol é o 3º álbum de originais dos Pop Dell'Arte e foi editado pela Universal (ex-Polygram) no Verão de 1995. Poppa Mundi, My Funy Ana Lana, Planet Lakroon e Zip Zap Woman são alguns dos temas mais conhecidos deste álbum que, na altura, foi considerado o melhor do ano pelo Diário de Notícias.

### Contra Mundum
Em 2010, é editado o 4º álbum de originais dos Pop DellÁrte, Contra Mundum. Gravado em Lisboa, no Golden Pony, o álbum conseguiu, uma vez mais, colocar os Pop dell'Arte nas listas dos melhores discos do ano (Blitz, Diário Notícias, RUC, Rádio Cotonete). O álbum abre com Ritual Transdisco e fecha com Har Megido's Lullaby e inclui ainda temas como My Rat Ta-Ta,
Electric G. e Slave For Sale. 

## Acidoxi Bordel
Em 1989, forma com Jorge Ferraz o projeto João Peste & o Acidoxi Bordel, que se estreia no Rock Rendez-Vous em Outubro de 1989. Em Julho de 1990, a Ama Romanta lança o máxi-single "João Peste & o Acidoxi Bordel" que inclui os temas Groovy Noise-Dada Rock, Clio Software, Cocaine, Amigo e Distante Domingo. A capa é da autoria de Alberto Faria. 

## Alix Na Ilha dos Sonhos
Em 1990, João Peste apresenta, no espaço da Secretaria de Estado da Cultura da Feira do Livro de Lisboa, o espetáculo Alix Na Ilha dos Sonhos com Nuno Rebelo, dos Mler Ife Dada. O texto, da autoria de Peste, cruza influências de Homero e Luciano com as habituais tendências pós-modernas e surrealistas da escrita de Peste. 

## 2011
Em 2011, João Peste mantém o projecto de spoken word, Salaz Taberna, com o seu amigo Paulo Monteiro, músico dos Pop Dell'Arte e dos Croix Sainte, e encontrava-se a terminar uma licenciatura em História na Faculdade de Letras de Lisboa, tendo actuado com os Pop Dell'arte em vários pontos do país, de Bragança a Sines, passando por Lisboa (Culturgest e Music Box). 

## Transgressio Global
```
Em Maio de 2020, em plena pandemia da covid-19, os Pop Dell'Arte lançam o álbum 
Transgressio Global
 editado pela 
Sony Music
. Com produção de João Peste e Paulo Monteiro, o álbum foi gravado entre 2015 e 2019 e inclui temas como "Sem Nome","Apollo", "Hermafrodito Não Nasceu Hermafrodita" ou 
King of Europe
 cujo vídeo foi realizado por 
Carlos Conceição
. O álbum teve o apoio do Fundo Cultural da SPA.  
```